# Cancionero de Baena

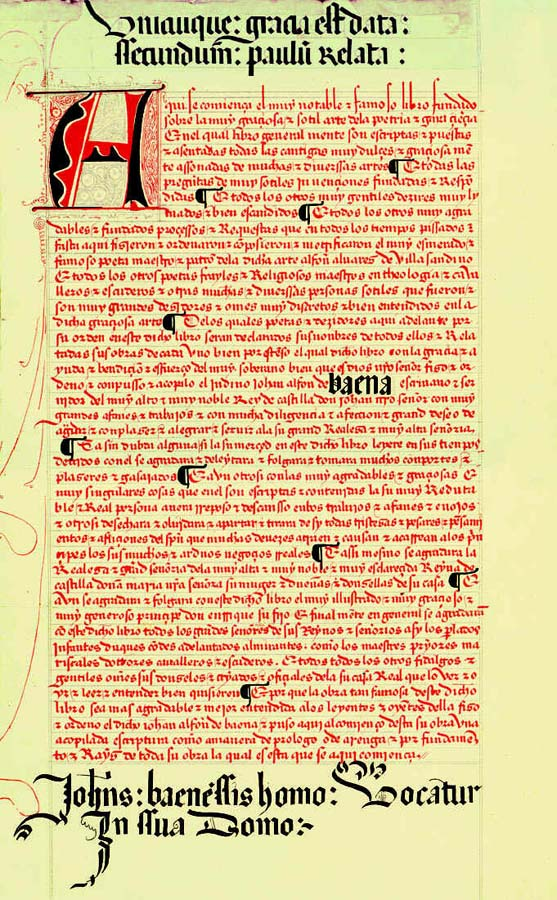
Folio 1 del Cancionero

El Cancionero de Baena (título completo: Cancionero de poetas antiguos que fizo é ordenó e compuso é acopiló el indino Johan Alfon de Baena) es un cancionero con obras de numerosos poetas de fines del siglo xiv y principios del xv, recopilado por el también poeta Juan Alfonso de Baena. Está dedicado al rey Juan II de Castilla, muy amante de este tipo de literatura. Se estima que Baena realizó la recopilación hacia 1426 (Ian Michael la fecha en 1445) y se le considera el primer cancionero conocido en Castilla, inspirado en las recopilaciones galaicoportuguesas (como el Libro de canciones que el conde de Barcelós regaló a Alfonso XI).
No se conserva el manuscrito original del Cancionero de Baena. La copia del Monasterio de El Escorial, de mediados del siglo XV, fue sacada de la biblioteca para su estudio y los herederos de José Antonio Conde lo vendieron a la Biblioteca Nacional de Francia. La primera edición impresa del Cancionero se publicó en Madrid en 1851, por Pedro José Pidal.

## Autores y temas
En el título, el recopilador se presenta como el indino Johan Alfon de Baena. Una mala lectura de la palabra indino (indigno), confundida con judino (judío), ha hecho que durante mucho tiempo se le haya considerado judío converso y así aparezca en numerosos estudios. Actualmente los historiadores defienden que no existen pruebas documentales que demuestren la condición de converso de Baena.
En el prólogo, Baena alaba el valor de la palabra y del arte de la poesía que, muy influido por la lírica provenzal y bajo el concepto de gaya ciencia, entiende como una verdadera forma de entender la vida. Después, escribe una breve presentación de cada uno de los poetas, que precede a sus versos. 
Tradicionalmente, se han distinguido dos escuelas principales entre los autores incluidos en el Cancionero:
- La trovadoresca o galaico-castellana. Son los poetas más antiguos. Presentan influencia provenzal. Usan con frecuencia el gallego o los galleguismos. Suelen usar metro de arte menor (octosílabos). Aquí se encuentran las composiciones de Macías, Alfonso Álvarez de Villasandino, Pero Ferrús, el Arcediano de Toro, Pedro González de Mendoza, Pero Vélez de Guevara, Garci Fernández de Gerena, Juan Rodríguez del Padrón y el propio Juan Alfonso de Baena, quien incluye numerosos poemas propios. Los poetas de esta escuela escribieron cantigas a la dama, cantigas de escarnio, serventesios políticos y dichos satíricos y difamatorios (una continuación de las cantigas de maldezir). Son autores de origen, en general, castellano, que elaboran discursos doctrinales, morales y satíricos en los que desarrollan los tópicos filosóficos tradicionales: carpe diem, beatus ille, ubi sunt, etc. Algunos historiadores, a partir de las tesis de Menéndez Pelayo y atendiendo al contenido de los poemas, distinguen dentro de este grupo una escuela didáctica o doctrinal.

- La alegórico-dantesca. Son autores más modernos que los anteriores y demuestran influencia es italiana. Componen en castellano y suelen usar versos de arte mayor (dodecasílabos), de carácter intelectual. Entre ellos figura Francisco Imperial, el más brillante de los poetas incluidos en el Cancionero.[2] También figuran Ferrán Manuel de Lando, Paéz de Ribera, los hermanos Medinas, Gómez Pérez Patiño y Pero González de Uceda. Son una élite intelectual, muy influidos por Dante, su amor por la alegoría, el simbolismo y el lenguaje elaborado.

En el Cancionero no hay, por tanto, unidad formal ni temática temática, siendo ambas muy variadas. Respecto a los temas:

Aparte de los consabidos temas del amor cortés, como cabría esperar de una compilación de la primera mitad del siglo XV, encierra alabanzas a la Virgen, a ciudades y al rey; poemas al nacimiento o al fallecimiento de un rey; acoge también la poesía doctrinal de carácter moralizante, de tono grave[...], y, asimismo, asuntos religiosos, como la predestinación, la Trinidad (tan debatida entre judíos y conversos); temas como la astronomía, la medicina, aun la misma poesía y otros asuntos mundanos, a veces tratados, incluso, con un lenguaje soez y vulgar.
Jesús L. Serrano Reyes

## Copia manuscrita conservada en la Biblioteca Nacional de Francia
Los estudios de especialistas como Barclay Tittman y Alberto Blecua han concluido que el manuscrito que se conserva en la Biblioteca Nacional de Francia no es el original de Baena (cuya fecha se calcula hacia 1426), sino una copia posterior, realizada con posterioridad a 1462, ya que el papel utilizado procede de la ciudad italiana de Pistoya y sus filigranas permiten datarlo entre 1461 y 1462. Consta de 200 folios (405x265 mm). Está compuesto por dos columnas y escrito en letra gótica. Entre sus propietarios anteriores a la compra por la Biblioteca Nacional Francesa figuran, según la plataforma virtual PhiloBiblon, Richard Hebert y José Antonio Conde.

## Ediciones impresas del cancionero completo
- La primera edición impresa del Cancionero apareció en 1851 con el título de El cancionero de Juan Alfonso de Baena (siglo XV), ahora por primera vez dado a luz con notas y comentarios (Madrid: Rivedeneyra, 1851). Fue sufragada por Pedro José Pidal, que incluyó un estudio propio titulado «De la poesía castellana en los siglos XIV y XV». Marcelino Menéndez Pelayo y otros críticos del XIX le reprocharon el escaso esmero de la publicación, llena de errores. Eugenio de Ochoa transcribió los textos y Pascual de Gayangos y Agustín Durán fueron sus asesores.

- En 1860, en Leipzig, Francisque Michel publicó (en dos volúmenes) su transcripción del Cancionero de Baena, también con numerosos errores. Michel reprojo el estudio de Pidal de la edición de 1851 y las notas e índices de su edición.

- Cancionero de Baena. Reproduced in facsimile from the unique manuscript in the Bibliothèque Nationale (Nueva York: The Hispanic Society of America, 1926, reeditada en 1971). Introducción de Henry R. Lang.[6]

- El Cancionero de Juan Alfonso de Baena (siglo XV). Con notas y comentarios, (Buenos Aires; Anaconda, 1949). Reproduce la edición de Pidal.

- Cancionero de Juan Alfonso de Baena, tres tomos (Madrid; Consejo Superior de Investigaciones Científicas, 1966). Introducción, textos y notas de José María Azáceta. Se trata de la transcripción más cuidadosa del original.
- Cancionero de Juan Alfonso de Baena (Madrid, Visor Libros, 1993). Edición y estudio de Brian Dutton y Joaquín González Cuenca.